# Hiệu quả phân bổ
Hiệu quả phân bổ là tình trạng của nền kinh tế mà trong đó quá trình sản xuất được điều chỉnh để phù hợp với sở thích của người tiêu dùng; cụ thể là mọi hàng hóa và dịch vụ sẽ được sản xuất cho tới khi mà đơn vị hàng hóa cuối cùng sản xuất ra đem lại lợi ích cận biên cho người tiêu dùng ngang bằng với chi phí cận biên của quá trình sản xuất.

## Mô tả
Theo lý thuyết hợp đồng, hiệu quả phân bổ đạt được trong một hợp đồng khi những kỹ năng cần có của bên đề nghị và bên tiếp nhận là như nhau.
Hiệu quả phân bổ nguồn lực bao gồm hai khía cạnh:
Trên khía cạnh vĩ mô, đó là hiệu quả phân bổ các nguồn lực xã hội, đạt được thông qua việc điều hành hệ thống kinh tế của toàn bộ xã hội.
Trên khía cạnh vi mô, đó là việc sử dụng hiệu quả các nguồn lực, được hiểu như là hiệu quả sản xuất của tổ chức, có thể được cải thiện thông qua quá trình đổi mới bên trong tổ chức.
Mặc dù có nhiều tiêu chuẩn đánh giá khác nhau về khái niệm hiệu quả phân bổ, khái niệm cơ bản khẳng định rằng trong bất kỳ hệ thống kinh tế nào, những quyết định phân bổ nguồn lực tạo ra cả “người thắng” và “kẻ thua” liên quan đến các lựa chọn đang được cân nhắc. Các nguyên tắc lựa chọn hợp lý, tối đa hóa cá nhân, chủ nghĩa vị lợi và lý thuyết thị trường giả định rằng các kết quả cho người thắng kẻ thua có thể được xác định, so sánh và đo lường. Dựa trên những tiền đề cơ bản này, mục đích của việc đạt được hiệu quả phân phối có thể được xác định thông qua một số nguyên tắc; trong đó, một số cách phân bổ về mặt chủ quan tốt hơn so với những cách phân bổ khác. Ví dụ, một nhà kinh tế có thể nói rằng chính sách thay đổi là một sự cải thiện miễn là những người được hưởng lợi từ sự thay đổi đó (người thắng) nhận được nhiều hơn những người thua cuộc (Hiệu quả Kaldor–Hicks).
Một nền kinh tế phân bổ hiệu quả tạo ra một hỗn hợp hàng hóa tối ưu. Một công ty phân bổ hiệu quả khi giá của nó bằng với chi phí cận biên (nghĩa là P = MC) trong một thị trường cạnh tranh hoàn hảo. Đường cầu trùng với đường lợi ích cận biên (đường đo lường lợi ích cá nhân thu được trên mỗi đơn vị bổ sung), trong khi đường cung trùng với đường chi phí cận biên (đường đo lường chi phí cá nhân phải bỏ ra trên mỗi đơn vị bổ sung). Trong một thị trường hoàn hảo, không có các ngoại ứng thì đường cầu cũng đo lường lợi ích xã hội của đơn vị bổ sung, trong khi đường cung đo lường chi phí xã hội của đơn vị bổ sung. Do đó, điểm cân bằng của thị trường, nơi cung gặp cầu, cũng là điểm mà lợi ích cận biên ngang bằng với chi phí cận biên. Tại điểm này, lợi ích ròng của xã hội được tối ưu hóa, nghĩa là đây là điểm đạt được hiệu quả phân bổ. Khi một thị trường thất bại trong việc phân bổ các nguồn lực một cách có hiệu quả, người ta gọi đó là thất bại thị trường. Thất bại thị trường có thể xảy ra do kiến thức không hoàn hảo, hàng hóa khác biệt, tập trung sức mạnh thị trường (ví dụ như độc quyền thuần túy hay độc quyền nhóm) hoặc ngoại ứng.
Trong mô hình đơn giá, tại điểm đạt được hiệu quả phân phối, giá bằng với chi phí cận biên. Tại điểm đó, thặng dư xã hội được tối ưu hóa và không có phần mất không đối với xã hội (là giá trị xã hội hội đạt được ở một mức sản lượng trừ đi giá trị của các nguồn lực được sử dụng để đạt được mức đó). Hiệu quả phân bổ chính là công cụ chủ yếu của phân tích phúc lợi để đo lường tác động của thị trường và chính sách công đối với xã hội và các nhóm thiểu số đang tốt hơn hay tệ hơn.
Đôi khi có thể xảy ra hiệu quả Pareto mà không có hiệu quả phân bổ: trong tình huống đó, việc tái phân bổ các nguồn lực theo cách mà mọi người đều được lợi mà không ai chịu tổn thất là bất khả thi (do đó chúng ta có hiệu quả Pareto) nhưng vẫn có thể tái phân bổ các nguồn lực theo cách mà những người được lợi sẽ nhận được nhiều hơn phần mà những người bị thiệt mất đi (do đó với cách phân bổ lại như vậy, chúng ta không thu được hiệu quả phân bổ).
Ngoài ra, để thảo luận sâu hơn về các dạng hiệu quả phân bổ trong bối cảnh sản xuất và ước tính, hãy xem Sickles và Zelenyuk (2019, Chương 3, v.v.). Theo quan điểm của phương pháp đo lường hiệu quả Pareto, việc đạt được hiệu quả phân bổ là rất khó trong hoạt động thực tế, bao gồm việc sử dụng các nguồn nhân lực và vật lực, rất khó để có thể đạt được hiệu quả phân bổ một cách đầy đủ mà chủ yếu là đưa ra đánh giá từ việc phân bổ các quỹ như phân tích các quỹ trên thị trường chứng khoán. Hiệu quả phân bổ được sử dụng để xác định hiệu quả của việc phân bổ các nguồn lực trên thị trường vốn.
Trong thị trường cạnh tranh hoàn hảo, các nguồn lực của thị trường vốn được phân bổ theo nguyên tắc lợi ích cận biên cao nhất. Vì vậy, tiêu chí đo lường quan trọng nhất trên thị trường vốn là quan sát xem liệu dòng vốn chảy vào các doanh nghiệp có hiệu quả hoạt động tốt nhất hay không. Các công ty hoạt động hiệu quả nhất cũng nên nhận được một lượng vốn đầu tư lớn, và những công ty hoạt động kém hiệu quả hơn sẽ nhận được ít vốn đầu tư hơn. Có ba điều kiện đi kèm với hiệu quả Pareto:
Kết quả thương mại tốt nhất
Dù cho có tiếp tục giao dịch, các cá nhân không thể thu được lợi ích lớn hơn. Ở thời điểm này, đối với hai người tiêu dùng bất kỳ, tỷ lệ thay thế cận biên của hai hàng hóa là như nhau và đồng thời lợi ích thu được của người tiêu dùng cũng được tối đa hóa.
Tối ưu quá trình sản xuất
Nền kinh tế này phải nằm trong giới hạn khả năng sản xuất của nó. Ở thời điểm này, đối với hai người sản xuất bất kỳ, tỷ lệ thay thế kỹ thuật cận biên là như nhau đối với hai yếu tố đầu vào của quá trình sản xuất là như nhau và sản lượng đầu ra cũng là tối đa.
Hỗn hợp sản phẩm tối ưu
Sự kết hợp của các sản phẩm do nền kinh tế sản xuất ra phản ánh thị hiếu của người tiêu dùng. Tại thời điểm này, tỷ lệ thay thế cận biên của hai hàng hóa bất kỳ là như nhau và bằng tỷ lệ chuyển đổi cận biên của bất kỳ nhà sản xuất nào sản xuất hai hàng hóa này.

## Ví dụ
Một ví dụ về hiệu quả phân bổ
Hiệu quả phân bổ xảy ra khi có sự phân phối hàng hóa và dịch vụ tối ưu, có cân nhắc đến thị hiếu của người tiêu dùng. Khi giá bằng với chi phí sản xuất cận biên thì mức sản lượng đầu ra tại điểm đó đạt được hiệu quả phân bổ. Điều này là do mức phân phối tối ưu đạt được khi lợi ích cận biên của hàng hóa bằng với chi phí cận biên. Mức giá mà người tiêu dùng sẵn sàng trả bằng với lợi ích cận biên của người tiêu dùng.
Một ví dụ về phân bổ không hiệu quả
Bằng sức mạnh thị trường, hãng độc quyền có thể tăng giá để thu được lợi nhuận siêu ngạch. Các công ty độc quyền có thể đặt giá cao hơn mức chi phí sản xuất cận biên. Trong trường hợp này, việc phân bổ không đạt được hiệu quả. Nó dẫn đến phần mất không của toàn xã hội. Trong thực tế, các chính sách can thiệp vào các hãng độc quyền của chính phủ sẽ ảnh hưởng đến hiệu quả phân bổ. Một công ty dầu khí với quy mô lớn với những sản phẩm chất lượng hơn nhìn chung có năng lực cạnh tranh hơn các công ty khác. Giá bán buôn của họ sẽ thấp hơn của đối thủ cạnh tranh. Nó có lợi cho việc nâng cao hiệu quả phân bổ. Ind erst và Shaffer (2009) nhận thấy rằng những lệnh cấm về giá sẽ làm giảm hiệu quả phân bổ và dẫn tới giá bán buôn cao hơn cho toàn bộ các doanh nghiệp. Quan trọng hơn, phúc lợi xã hội, lợi nhuận ngành và thặng dư của người tiêu dùng đều sẽ bị giảm.